# Lajes do Pico
Lajes do Pico ([ˈlaʒɨʒ ðu ˈpiku] ) ist eine Kleinstadt (Vila) auf der portugiesischen Insel Pico, Teil der Inselgruppe der Azoren. Am 19. April 2021 hatte die Stadt 1726 Einwohner auf einer Fläche von 53,1 km².

## Geografie
Die Stadt befindet sich an der Südküste der Insel. Das Gelände ist im nördlichen Teil bergig und wird zum Süden hin flacher, bis es schließlich den Atlantik erreicht. Die einzige Straße, die den nördlichen mit dem südlichen Teil der Insel verbindet, führt durch das Gebirge der Insel.

## Geschichte
Die Insel Pico wurde ab 1460 besiedelt. Um 1500 lebten in Lajes bereits eine Anzahl Männer, so dass der Ort 1501 Sitz der neu eingerichteten Kreisverwaltung der Insel wurde. Der Kreis Lajes umfasste die gesamte Insel, bis 1542 der Kreis São Roque do Pico und im Jahr 1723 zusätzlich der Kreis Madalena durch Abspaltungen und Neuordnungen geschaffen wurden.
Nachdem anfänglich Weizen und färbende Pflanzen angebaut wurden, wandte die Insel sich ab dem 16. Jahrhundert der Produktion von Wein zu. Dieser wurde das Hauptexportgut, bis im 19. Jahrhundert Mehltaubefall den Weinbau zurückgehen ließ.
Ab dem 18. Jahrhundert wurde dann der Walfang die bedeutendste und bekannteste Tätigkeit auf der Insel. Lajes do Pico wurde ein Hauptstützpunkt des Walfangs auf den Azoren. 1984 wurde der professionelle Walfang auf den Azoren eingestellt. 1987 wurde ein letzter Wal gefangen, und 1988 in Lajes ein Museum eröffnet, das sich der Geschichte des Walfangs widmet. Ein Jahr darauf eröffnete der Franzose Serge Viallelle mit Espaço Talassa die erste Walbeobachtungsstation der Azoren in Lajes do Pico.

## Verwaltung

### Kreis
Lajes do Pico ist Verwaltungssitz eines gleichnamigen Kreises (Concelho). Die zwei weiteren Kreise der Insel sind im Norden São Roque do Pico und im Westen Madalena. Die folgenden Gemeinden (Freguesias) liegen im Kreis:

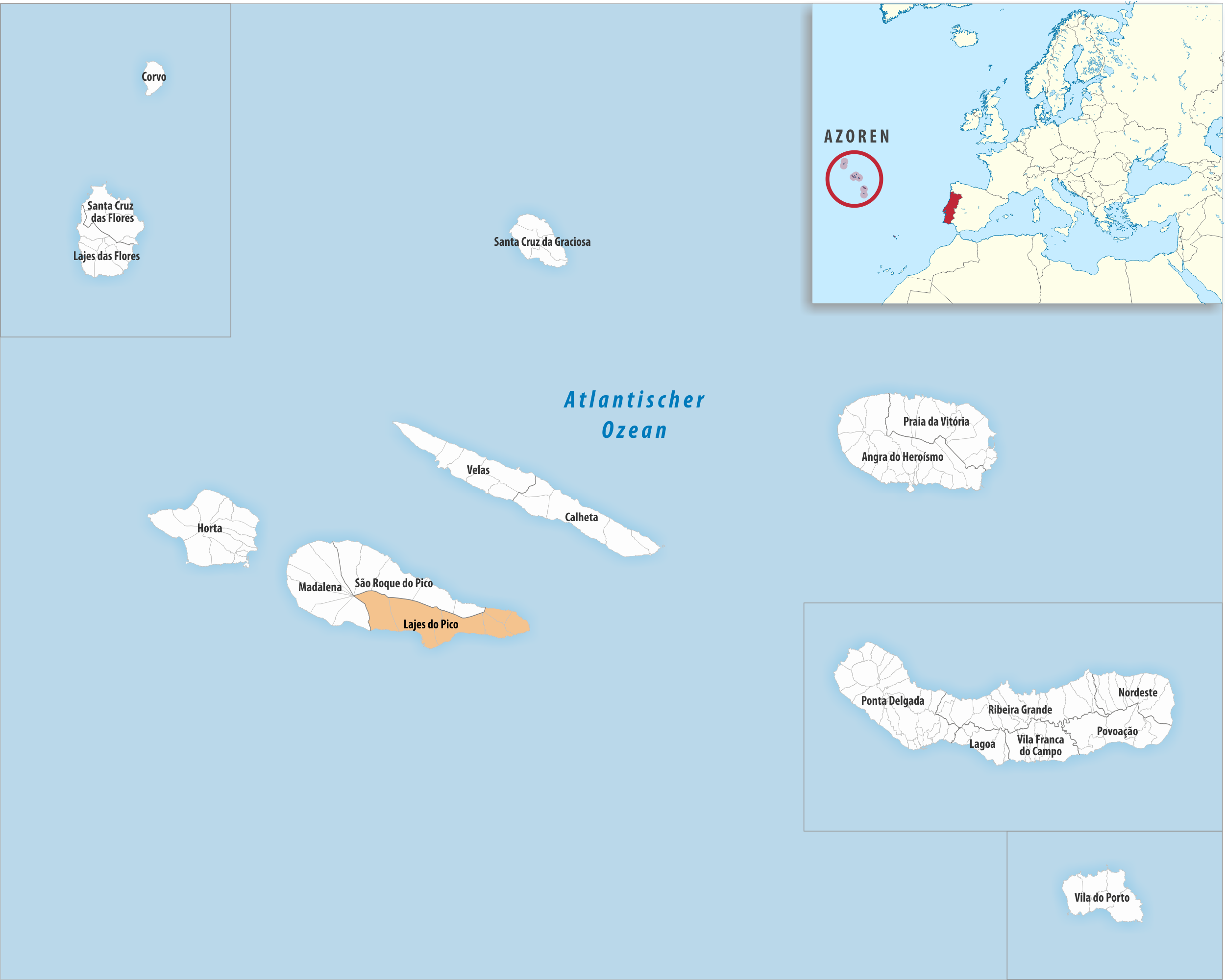
Kreis Lajes do Pico

| Gemeinde            | Einwohner (2021) | Fläche km² | Dichte Einw./km² | LAU- Code |
| ------------------- | ---------------- | ---------- | ---------------- | --------- |
| Calheta de Nesquim  | 318              | 13,81      | 23               | 460101    |
| Lajes do Pico       | 1.726            | 53,09      | 33               | 460102    |
| Piedade             | 757              | 12,81      | 59               | 460103    |
| Ribeiras            | 787              | 34,17      | 23               | 460104    |
| Ribeirinha          | 343              | 8,49       | 40               | 460105    |
| São João            | 409              | 32,94      | 12               | 460106    |
| Kreis Lajes do Pico | 4.340            | 155,31     | 28               | 4601      |

### Bevölkerungsentwicklung
| Einwohnerzahl im Kreis Lajes do Pico (1849–2011) |       |      |      |      |      |      |      |      |      |
| Jahr                                             | 1849  | 1900 | 1930 | 1960 | 1981 | 1991 | 2001 | 2004 | 2011 |
| Einwohner                                        | 11480 | 9371 | 7796 | 8186 | 5828 | 5563 | 5041 | 4840 | 4711 |

### Kommunaler Feiertag
- 29. Juni

### Städtepartnerschaften
- Portugal: Machico, Insel Madeira
- Spanien: Betancuria, kanarische Insel Fuerteventura[7]
- Spanien: Cangas de Morrazo, Galicien[8]

## Söhne und Töchter der Stadt
- Anselmo Silveira da Silva (1833–1912), Walfangunternehmer in den USA und den Azoren
- João Paulino de Azevedo e Castro (1852–1918), Bischof von Macau
- Amaro de Azevedo Gomes (1852–1928), Militär und republikanischer Politiker, 1910/1911 Marine- und Überseeminister
- Francisco Soares de Lacerda Machado (1870–1955), Militär, Historiker, Ethnograf und Autor
- José Vieira Alvernaz (1898–1986), Erzbischof von Goa

## Galerie

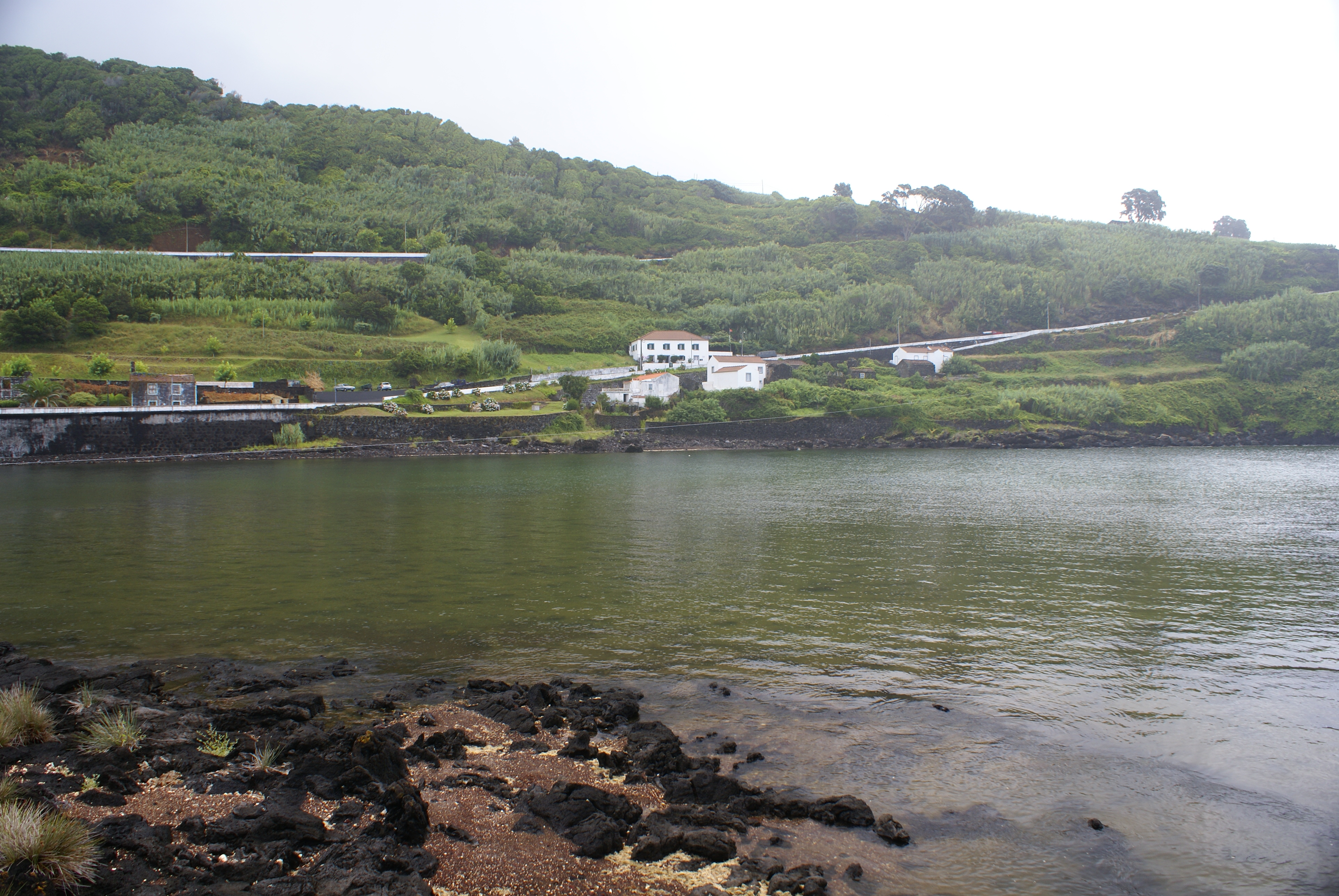
Vogel- und Naturschutz des Kreises Lajes do Pico
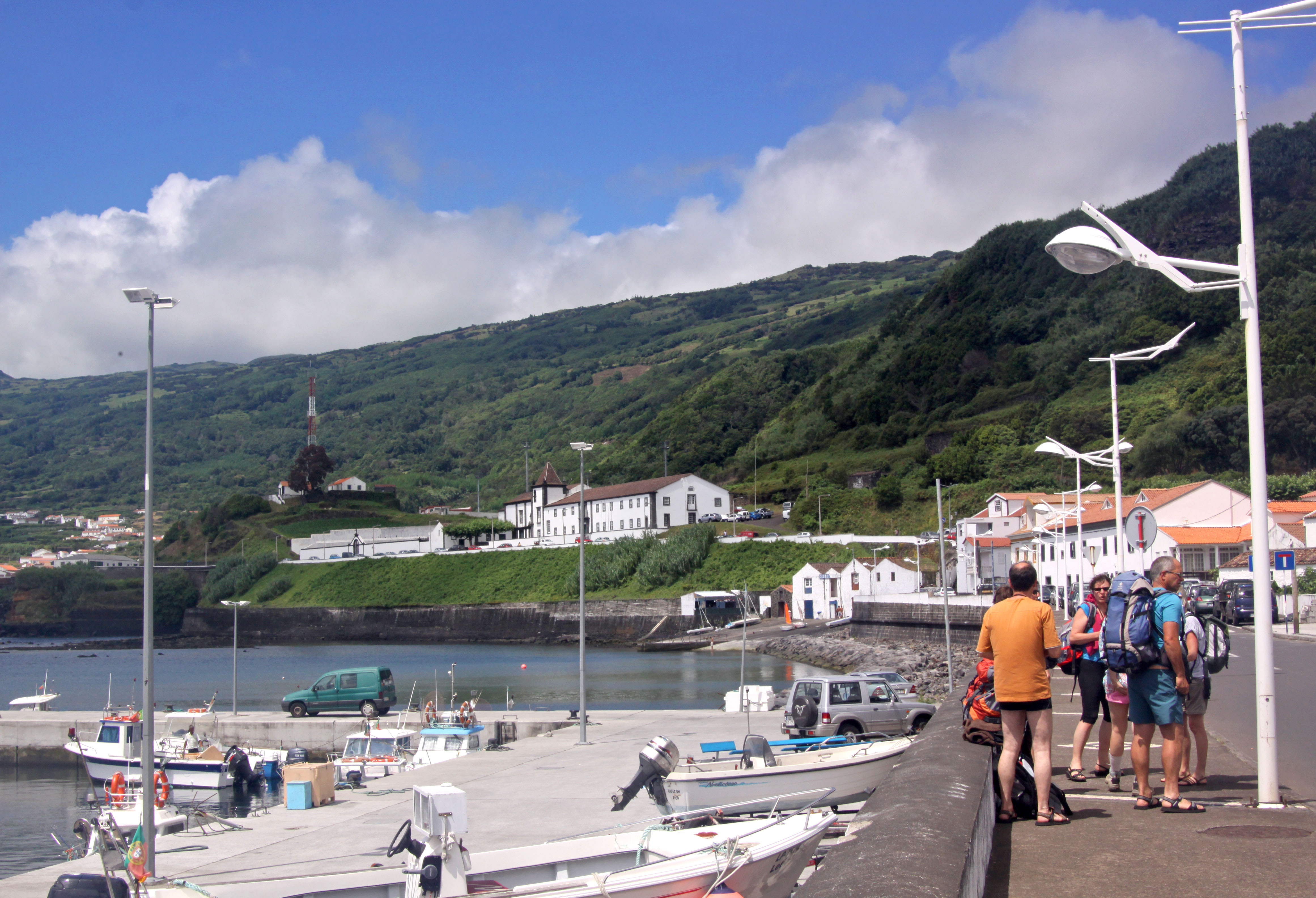
Am Hafen von Lajes do Pico
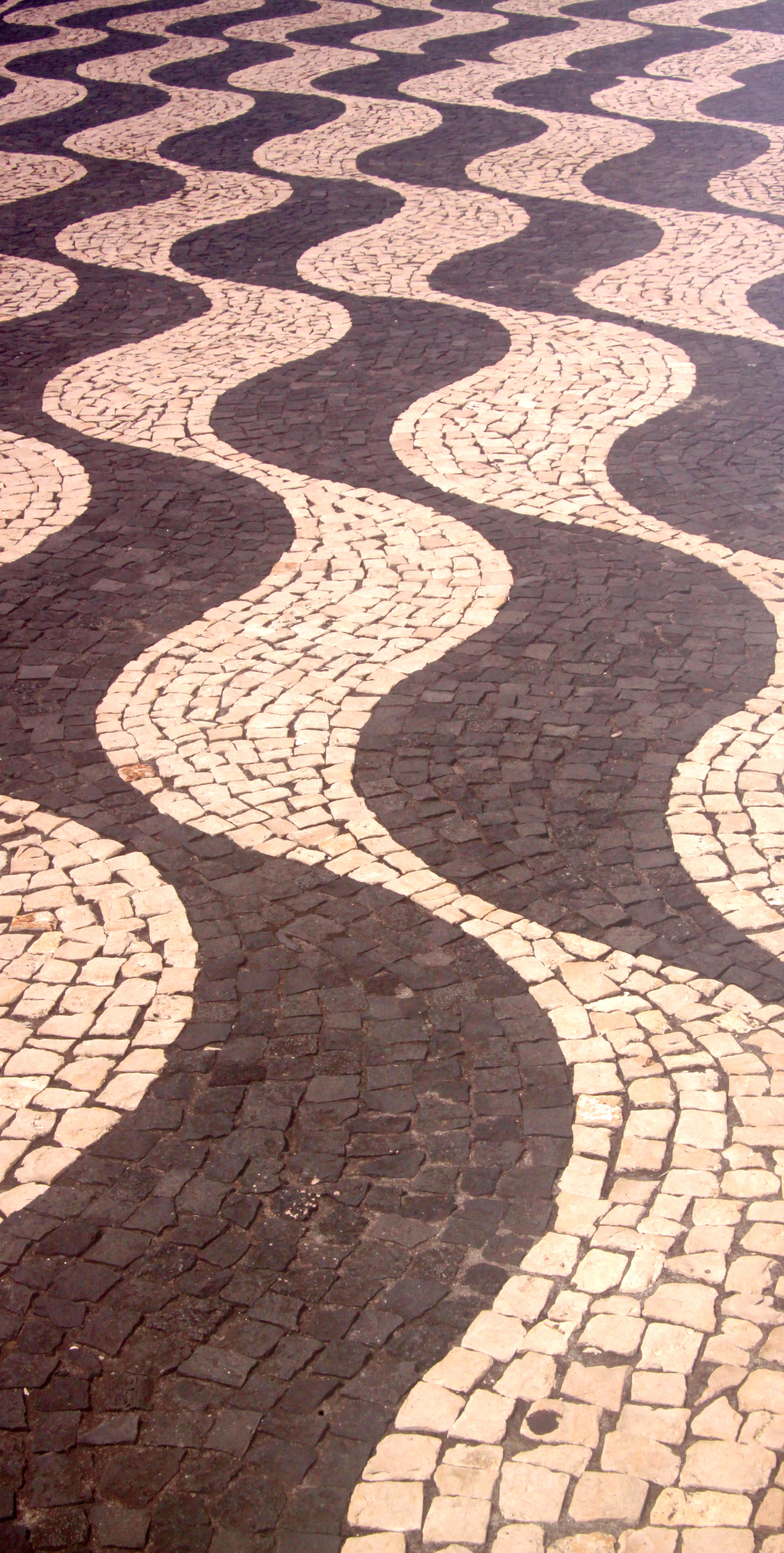
Typisches portugiesisches Pflaster (Calçada Portuguesa), in den Straßen von Lajes do Pico
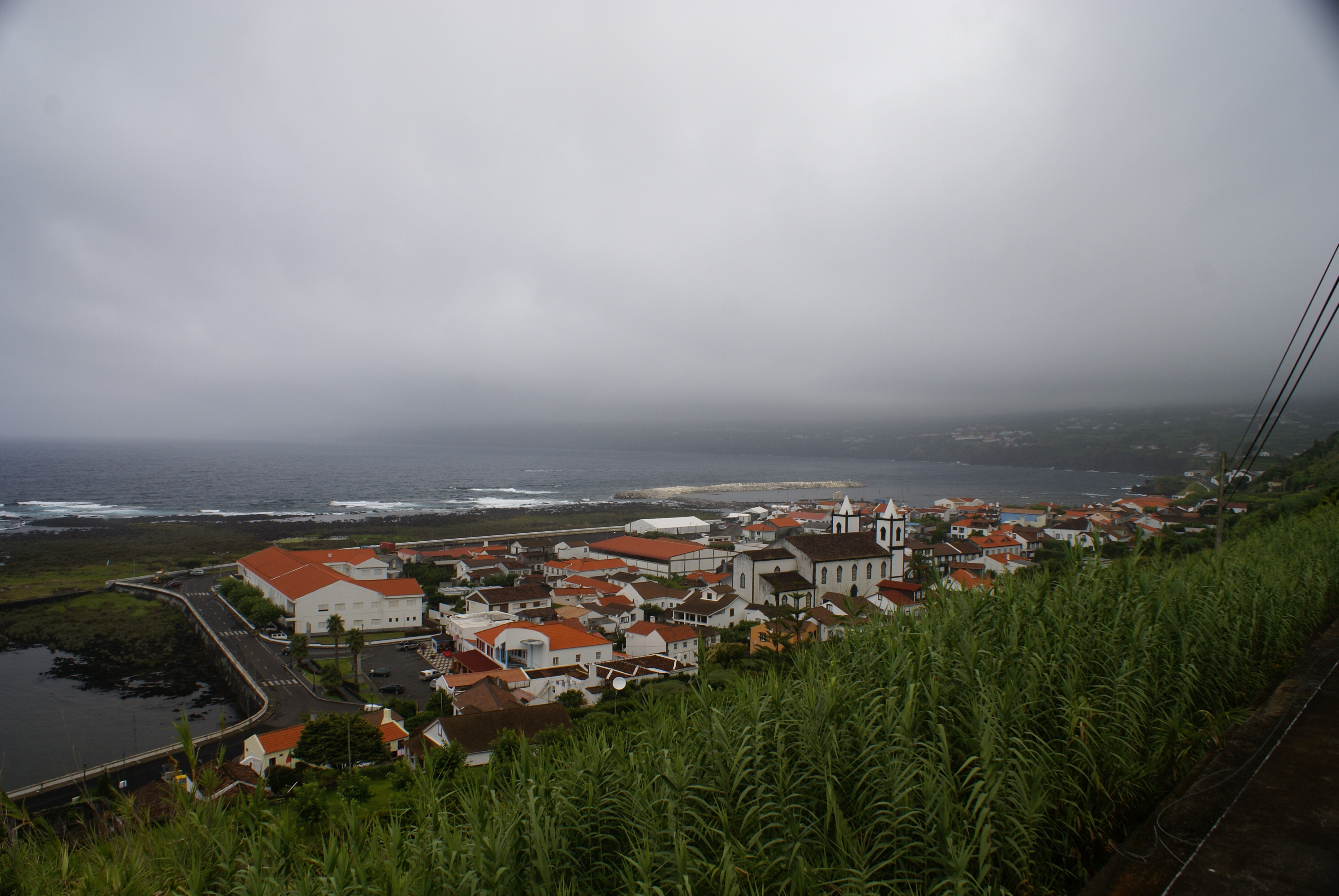
Blick auf Lajes do Pico (Teilansicht), während eines Unwetters
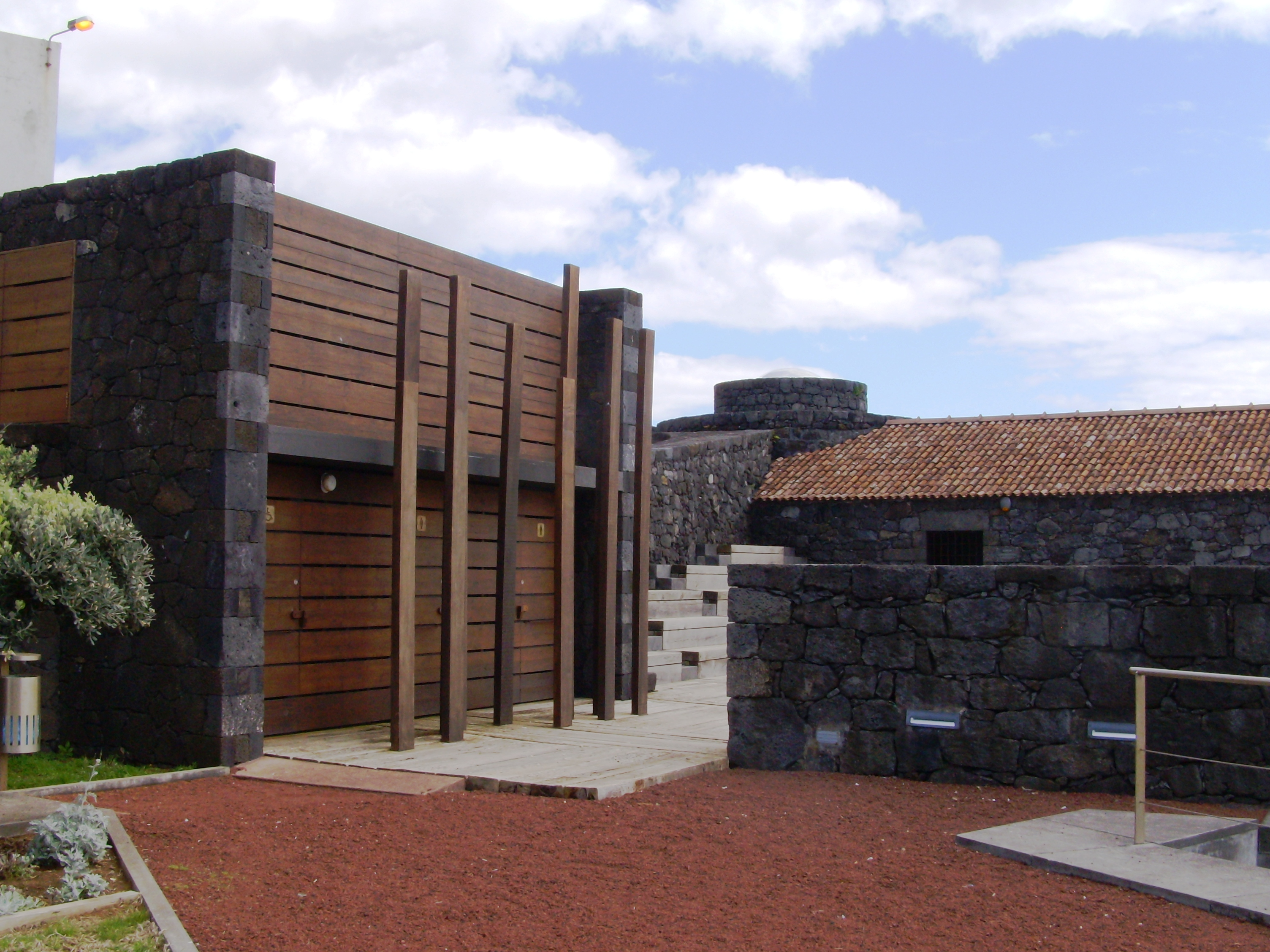
In den Festungsmauern Forte de Santa Catarina
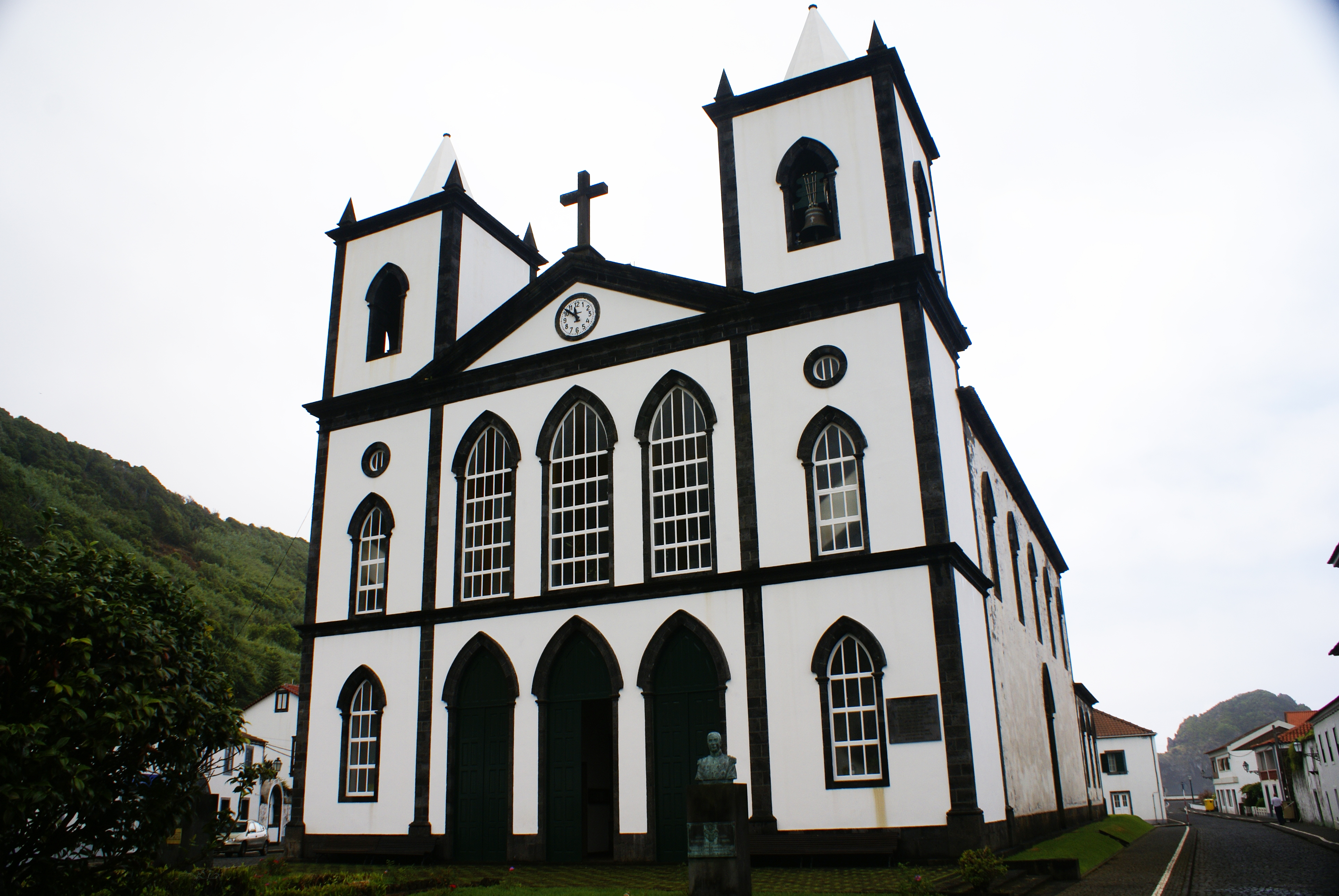
Die Kirche Igreja da Santíssima Trindade (dt.: Dreifaltigkeitskirche)